# 진성면
진성면(晋城面)은 대한민국 경상남도 진주시의 면이다. 진주시청 소재지와 15 km 떨어진 곳에 위치해 있으며, 동쪽으로는 사봉면, 서쪽으로는 문산읍, 남쪽으로는 일반성면, 북쪽으로는 대곡면과 경계를 접하고 있다. 고속도로 진성 나들목 및 국도, 철도, 지방도가 통과하는 교통의 요충지며 교육센터, 골프장(진주개발) 공장유치(진성농공단지) 등으로 개발이 가속화되고 있다.

## 연혁
조선조 전기까지는 진성목 동산 진성리, 가좌촌리, 반동산리라 하였다. 임진왜란 후에는, 이천리는 진성리로, 반동산리는 가좌촌리에 진성리, 가좌촌리라 하였다. 1864년 고종 원년 이후에는 리가 면으로 개칭되어 가좌촌면, 내진성면(진성리를 내외 진성면으로 분리)이라 하였다.
- 조선조 초기 : 진주목 동면의 4개리에 해당
- 1895년 : 내진성면, 가좌촌면으로 관제개편
- 1914년 : 2개면을 통합 진성면으로 함
- 1984년 3월 1일 진성군 가좌촌면, 내진성면 등을 통폐합하여 진성면이라 하였다.
- 1992년 4월 : 면사무소를 상촌리 교동마을에서 예음마을 현위치 신축 이전
- 1993년 7월 1일 하촌리를 가진리로 개칭
- 1995년 11월 1일에 의하여 중촌리를 동산리로, 이천리를 구천리로 개칭[3]

## 행정 구역
- 상촌리(上村里)
- 대사리(大寺里)
- 온수리(溫水里)
- 천곡리(泉谷里)
- 가진리(嘉津里)
- 구천리(龜川里)
- 동산리(東山里)

## 교육
- 진성초등학교
- 경남과학고등학교
- 경남체육고등학교
- 경남과학교육원

## 볼거리
- 가진리 새발자국 및 공룡발자국 화석

1억년 전 백악기 유적지

## 출신인물
- 최찬기-전.35대 부산 동래구청장(민선, 한나라당)